# His-Bündel

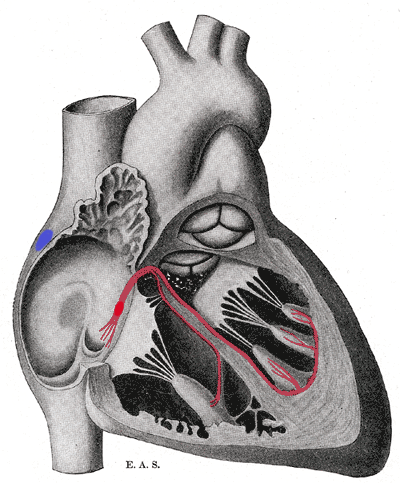
Blau: Sinusknoten, rot: AV-Knoten, His-Bündel, Tawara-Schenkel und Purkinje-Fasern

Das His-Bündel oder His’sches Bündel (lateinisch fasciculus atrioventricularis), benannt nach dem Internisten Wilhelm His, ist ein Bestandteil des Erregungsleitungssystems. Es liegt distal des Atrioventrikularknotens in Richtung der Herzspitze.

## Anatomie
Das 0,5 bis 0,8 cm lange His-Bündel verläuft als normalerweise einzige muskuläre Brücke zwischen Vorhöfen und Kammern des Herzskeletts. Es „durchbohrt“ das Trigonum fibrosum dextrum (einen bindegewebig ausgefüllten Zwickel im Zentrum des Herzskeletts) und teilt sich dann in einen rechten und linken Schenkel (Tawara-Schenkel), die rechts und links der Herzscheidewand verlaufen und in die von Jan Evangelista Purkyně entdeckten Purkinje-Fasern auslaufen.

## Histologie
Histologisch besteht das His-Bündel aus einer Ansammlung spezieller Herzmuskelzellen. Diese haben die Fähigkeit, die Erregung weiter zu leiten und zur spontanen Depolarisation, wobei die Frequenz beim Menschen mit 20–30 Schlägen pro Minute wesentlich geringer ist als beim Sinusknoten (Nodus sinuatrialis) oder beim Atrioventrikularknoten (Nodus atrioventricularis).

## Funktion
Im Sinusknoten entsteht die Erregung und gelangt zum Atrioventrikularknoten. Zwischen den beiden Knoten besteht keine direkte Verbindung, so dass die Erregungsübertragung hier über Herzmuskelzellen erfolgt. Von dort gelangt die Erregung zum His-Bündel und von dort über die Tawara-Schenkel in die Purkinje-Fasern. Auch alle anderen Bestandteile des Erregungsleitungssystems haben die Fähigkeit zur spontanen Depolarisation. Da im Sinusknoten die Erregungsbildung schneller abläuft, drängt er allen anderen Teilen des Erregungsleitungssystems seine höhere Frequenz auf, so dass ihre Fähigkeit im Normalfall nicht zum Tragen kommt. Sollte aber der Sinus- und der Atrioventrikularknoten ausfallen, so bildet das His-Bündel einen eigenen Rhythmus von 20–30 Erregungen pro Minute. Das wird auch als Kammerersatzrhythmus bezeichnet.

## Funktionsstörungen
Eine Funktionsstörung ist z. B. der His-Bündel-Block. Das ist eine Herzrhythmusstörung durch ischämische, entzündliche oder primär degenerative Erkrankung des His-Bündels. Eine sehr seltene Funktionsstörung bei Neugeborenen, außer nach einer Herzoperation, ist die junktionale ektopische Tachykardie oder His-Bündel-Tachykardie. Sie ist elektrokardiografisch durch eine Tachykardie mit normalen Kammerkomplexen bei atrioventrikulärer Dissoziation gekennzeichnet. Außerdem beruht sie auf einem im His-Bündel gelegenen ektopischen Schwerpunkt.

## His-Bündel als Herzschrittmacher-Stimulationsort
Das His-Bündel kann zur therapeutischen Stimulation des Herzens bei bradykarden Herzrhythmusstörungen genutzt werden. Da es zum körpereigenen Reizleitungssystem gehört, ist seine Stimulation physiologischer als die etablierte rechtsventrikuläre Herzschrittmacher-Stimulation, insbesondere wenn letztere im Apex des rechten Ventrikels ansetzt.
Bereits 1970 gelang Kardiologen am Mount Sinai Hospital in Miami Beach bei 26 Patienten während einer Rechtsherzkatheterisierung eine zeitlich begrenzte Stimulation (maximal ½ h) des His-Bündels (O. Narula et al., 1970). Aufmerksamkeit erregte aber erst der Bericht von Kardiologen am Robert Packer Hospital in Sayre, Pennsylvania (USA) im Jahr 2000, die durch direkte permanente Stimulation des His-Bündels mit konventionellen Schrittmacherelektroden eine synchrone Ventrikelkontraktion mit einem schmalen QRS-Komplex erzielten (P. Deshmukh et al., 2000). Danach wurde dieser Ansatz von weiteren Arbeitsgruppen aufgegriffen und entwickelte sich zu einer Alternative zur konventionellen rechts- oder biventrikulären Stimulation. Mit den heute verfügbaren Materialien und Techniken gelingt eine erfolgreiche Implantation der Elektrode ins His-Bündel in mehr als 90 % der Fälle.
Mit Stand von 2021 fehlen allerdings noch große randomisierte kontrollierte Studien dazu und langfristige Nachbeobachtungen. Deshalb wird die His-Bündel-Stimulation (HBS; engl. His bundle pacing, HBP) in den Leitlinien der Europäischen Gesellschaft für Kardiologie von 2021 bislang nur für Patienten empfohlen, bei denen keine Koronarsinus-Elektrode implantiert werden kann, oder Patienten mit anhaltendem Vorhofflimmern, bei denen eine AV-Knoten-Ablation zur Regulierung der Herzfrequenz geplant ist, sowie als Alternative zur (konventionellen) rechtsventrikulären Stimulation bei Patienten mit AV-Block oder mäßiggradig reduzierter LVEF, bei denen eine Ventrikelstimulation über mehr als 20 % der Zeit zu erwarten ist.